# Harakat al-Abdal
Le Harakat al-Abdal est une milice islamiste chiite irakienne fondée en 2014.

## Histoire
Harakat al-Abdal est fondé en 2014, au début de la seconde guerre civile irakienne. Il est issu des Brigades Seyyed al-Shuhada, elles-mêmes issues des Kataeb Hezbollah. Il forme la 39e brigade des Hachd al-Chaabi. Il est idéologiquement pro-Iranien.
Le groupe est engagé en Syrie au moins à partir de janvier 2016. Actif principalement dans le gouvernorat d'Alep, il prend part à la bataille d'Alep,. Il fait également partie des forces qui brisent le siège de Nobl et Zahraa. En 2017, il participe à l'offensive d'al-Tanaf.